# جولیوس کوریر
جولیوس کوریر (انگلیسی: Julius Korir؛ زادهٔ ۲۱ آوریل ۱۹۶۰) دونده دو نیمه‌استقامت اهل کنیا بود.
وی در مسابقات کشوری و بین‌المللی در مجموع برندهٔ ۲ مدال طلا شده است.